# Tempio e teatro di San Nicola
Il teatro-tempio del Monte San Nicola è un sito archeologico situato nel comune di Pietravairano, in Campania.

## Storia
Il teatro fu inaugurato in età repubblicana su uno degli speroni del Monte San Nicola, nel casertano.
Rimasto dimenticato anche in età moderna, fu riscoperto per caso il 4 febbraio 2000 da Nicolino Lombardi, studioso e storico della stessa zona, durante una sessione di parapendio e deltaplano.
Negli anni immediatamente successivi (dal 2002) si è proceduto a restaurare il sito archeologico, al fine di tutelarlo e poterlo utilizzare a livello turistico.

## Descrizione
Il tempio-teatro si caratterizza per due peculiarità: il trovarsi su una punta di un monte (a circa 520 m s.l.m.) e per avere, per l'appunto, un tempio religioso e un teatro antico fusi assieme in un'unica struttura.
Del tempio rimane solo la base e la sagoma della planimetria interna, mentre il teatro risultava ancora in buono stato già al momento della riscoperta (specie la cavea semicircolare). Si presume che il teatro avesse una capacità di circa 2 000 posti.